# Digitalbutikerna
Digitalbutikerna är en hemelektronikkedja som har ca 70 butiker i Sverige. Kedjan ägs av Electragruppen. Kedjan bildades 2006, ursprungligen under namnet Radiohandlaren.nu.Vid utgången av år 2010 fanns det 72 butiker i landet.